# Phytoseius hera
Phytoseius hera är en spindeldjursart som beskrevs av Wainstein och Beglyarov 1972. Phytoseius hera ingår i släktet Phytoseius och familjen Phytoseiidae. Inga underarter finns listade i Catalogue of Life.